# Лансере Євген Олександрович
Євге́н Олекса́ндрович Лансере́ (рос. Евгений Александрович Лансере; 12 серпня (24 серпня) 1848, м. Моршанськ, нині Тамбовська область, Росія — 23 березня (4 квітня) 1886, с. Нескучне, нині Харківська область, Україна) — скульптор, автор жанрових статуеток і композицій невеликого розміру. Батько відомих митців Євгена й Миколи Лансере, Зінаїди Серебрякової.

## Біографія
Євген Лансере народився 24 серпня 1848 року в місті Моршанську (на ту пору входило до складу Моршанського повіту Тамбовської губернії в Російській імперії) у родині статського радника Людвіга Пауля (Олександра Павловича) Лансере (1815—1869) та Елеонори Антонівни Яхимовської (1824-1856), вихованиці родини Ворнезіус — барона Філіпа Федоровича й баронеси Варвари Миколаївни, уродженої Полтавцевої. Дід Євгена — француз Пауль Лансере був майором армії Наполеона й після поранення залишився на території Російської імперії, одружився з прибалтійською німкенею, баронесою Ольгою Карлівною фон Таубе.
У 8 років померла мати Євгена. Виховання хлопця лягло на плечі батька. Також великий влив на його розвиток і навчання мали двоюрідні дід і бабуся барон та баронеса Ворнезіус. 1861 року батька переводять до Санкт-Петербурга й майбутній скульптор продовжує навчання вже у Другій Петербурзькій гімназії. На бажання батька Євген вступив на юридичний факультет Імператорського Санкт-Петербурзького університету. 1869 року отримав ступінь кандидата юридичних наук.
Спеціальної художньої освіти Євген Лансере не мав. Аматорським ліпленням почав займатися ще в гімназії, згодом відвідував лекції та практикуми в Санкт-Петербурзькій академії мистецтв. Систематично бував у майстернях відомих митців, зокрема відвідував студію Миколи Лібериха, офіцера-відставника Преображенського полку.
4 листопада 1874 року згідно з рішенням ради Академії мистецтв отримав звання «некласного (вільного) художника».
Двічі подорожував Парижем, де мав можливість оглядати твори малої скульптури в музеях та ознайомитися із виробами художнього лиття з бронзи. Два роки мандрував Кавказом. 1883 року здійснив поїздку до Алжиру.
Євген Олександрович Лансере одружився з Катериною Миколаївною Бенуа, дочкою відомого архітектора, академіка й професора архітектури Імператорської академії мистецтв Миколи Леонтійовича Бенуа. У подружжя було шестеро дітей: Софія, Катерина, Марія, Микола (архітектор), Євген (скульптор) і Зінаїда (художник).
Через хворобу переїхав в Україну - до придбаного маєтку в Нескучне Харківської губернії. 
4 квітня 1886 року Євген Олександрович Лансере помер у своєму будинку від сухот.

## Творчість
Євген Лансере створював невеликі жанрові статуетки та групові композиції. Це були здебільшого зображення тварин, а також побутові сценки із селянського життя народів Кавказу й Середньої Азії. Євген Лансере працював над удосконаленням своєї майстерності у відтворенні рухів людей, їхніх жестів, у вмінні передавати повадки тварин. Скульптурно оформлював твори декоративно-прикладного мистецтва — каламарчики, свічники тощо. Деякі роботи Євгена Лансере тиражували на Каслинському чавуноливарному заводі, де виготовляли, так зване, каслинське литво.
Роботи Євгена Лансере були представлені на тематичних виставках з 1869 до 1879 рр., у тому числі на Всесвітніх виставках у Відні (1873 р.), Парижі (1878 р.), Лондоні та Філадельфії. 1882 року твори презентували на Всеросійській виставці в Москві. 1886 року в Санкт-Петербурзі відбулася перша персональна виставка Євгена Лансере, на якій виставлено близько 100 робіт.
Євген Ленсере створив серію робіт, присвячених Україні, запорозьким козакам, князю Святославу, зображенню українських селян, чумаків, де досконало відтворив їхній побут і звичаї.
Всього Євген Ленсере створив майже 400 шедевральних скульптур. Роботи зберігаються у Третьяковській галереї, ДРМ, Національному музеї «Київська картинна галерея», Саратовському художньому музеї ім. О. М. Радищева, Національному художньому музеї Республіки Білорусь та інших.

## Вшанування пам'яті
- 1948 року в Центральному будинку працівників мистецтв (рос. ЦДРИ) у Москві організовано виставку, присвячену 100-річчю від дня народження Євгена Лансере.
- 4 квітня 1996-го з нагоди 110-річчя від дня смерті на могилі скульптора в с. Нескучне встановлено металевий хрест й огорожу. Автор проєкту В. Я. Курило
- 1998 року в Росії видано поштову картку «Є. О. Лансере. Киргиз із беркутом. 1876 р.» присвячену 150-річчю від дня народження скульптора.
- У місцевому клубі діє постійна експозиція з історії маєтку Євгена Лансере, зібрані копії архітектурних проєктів деяких споруд, зведених за часів Російської Імперії знаменитими родичами[4].
- 12 квітня 2017 року відкрито Культурно-історичний центр пам'яті родини Лансере-Бенуа-Серебрякових у с. Нескучне Харківської області[5]

## Твори
- «Прощання козака з козачкою»,
- «Селянський віз»,
- «Афганець»,
- «Араб»,
- «Черкес і жінка на коні»,
- «Трійка» (1869),
- «Відправка на базар» (1870),
- «Чумак на возі» (1870),
- «Запорожець після бою» (1873).
- «Киргиз із беркутом» (1876),
- «Українець-плугатар» (1877),
- «Ловля степового коня» (1878),
- «Табун кабардинських коней» (1878),
- «Киргизький косяк на відпочинку» (1879),
- «Прощання козака з козачкою»,
- «Богатир» (1885),
- «Святослав на шляху до Царгорода» (бронза, 1886) — остання робота.

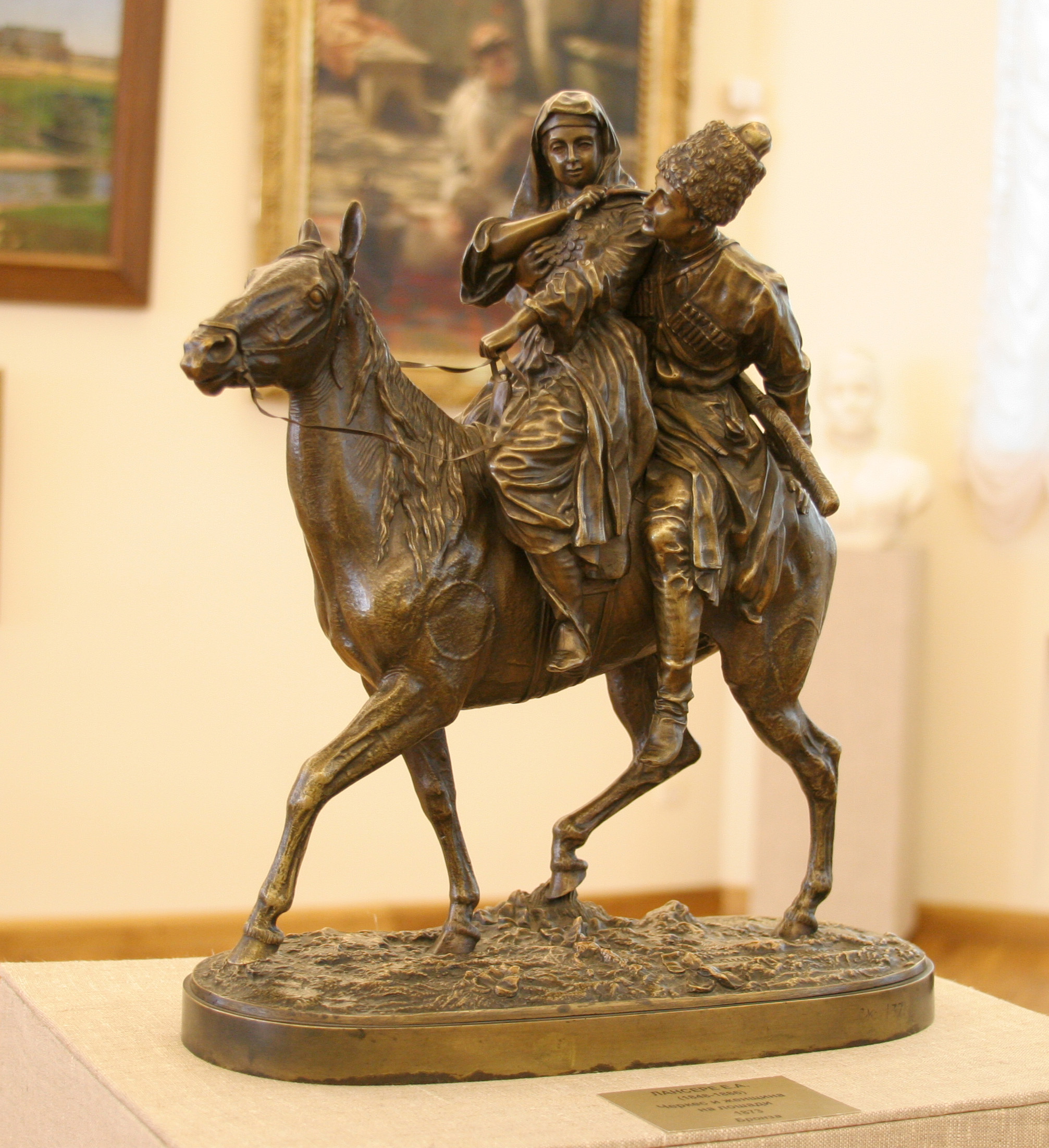
«Черкес із жінкою верхи» (1873).
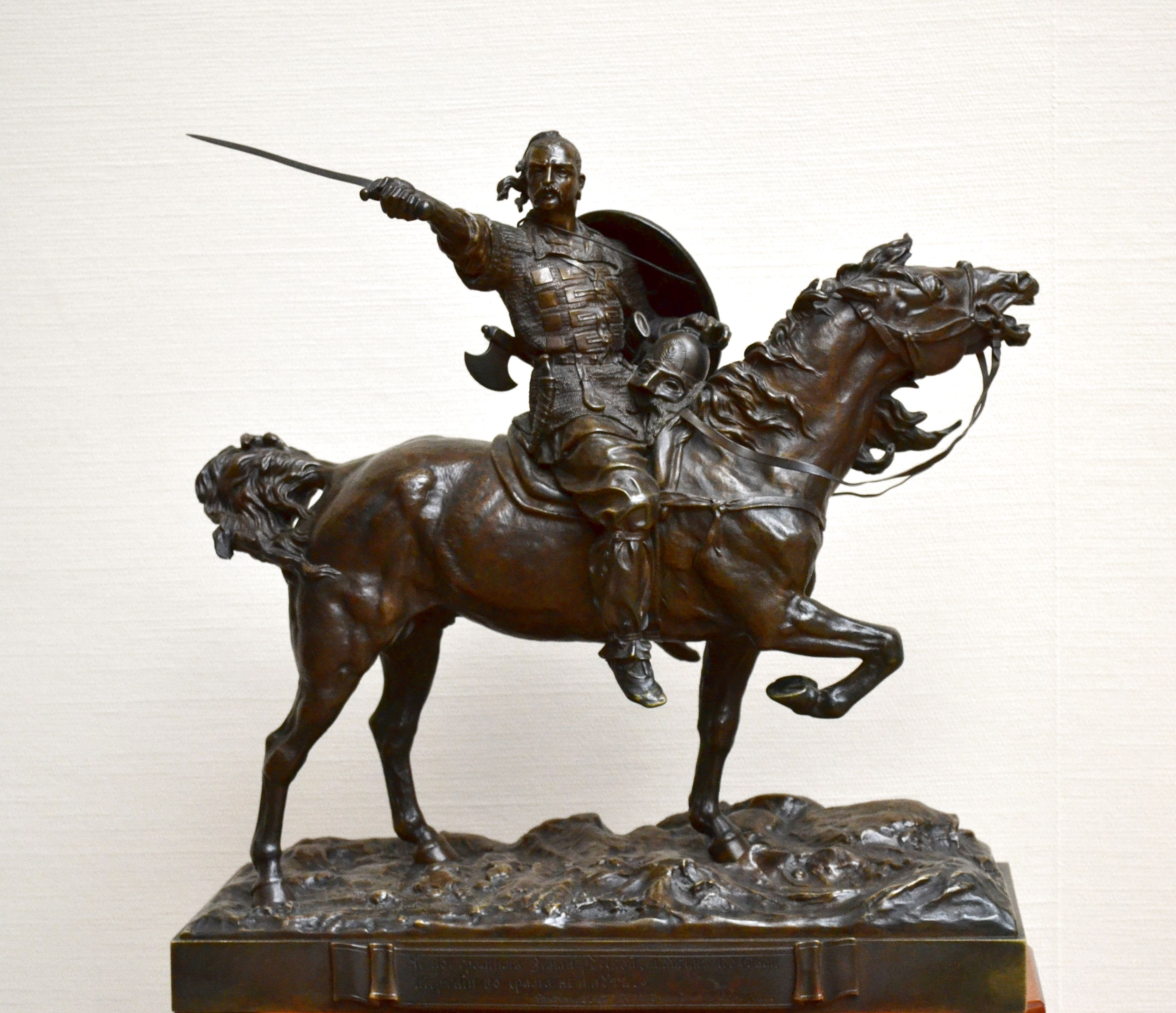
«Святослав на шляху до Царгорода» (1886)
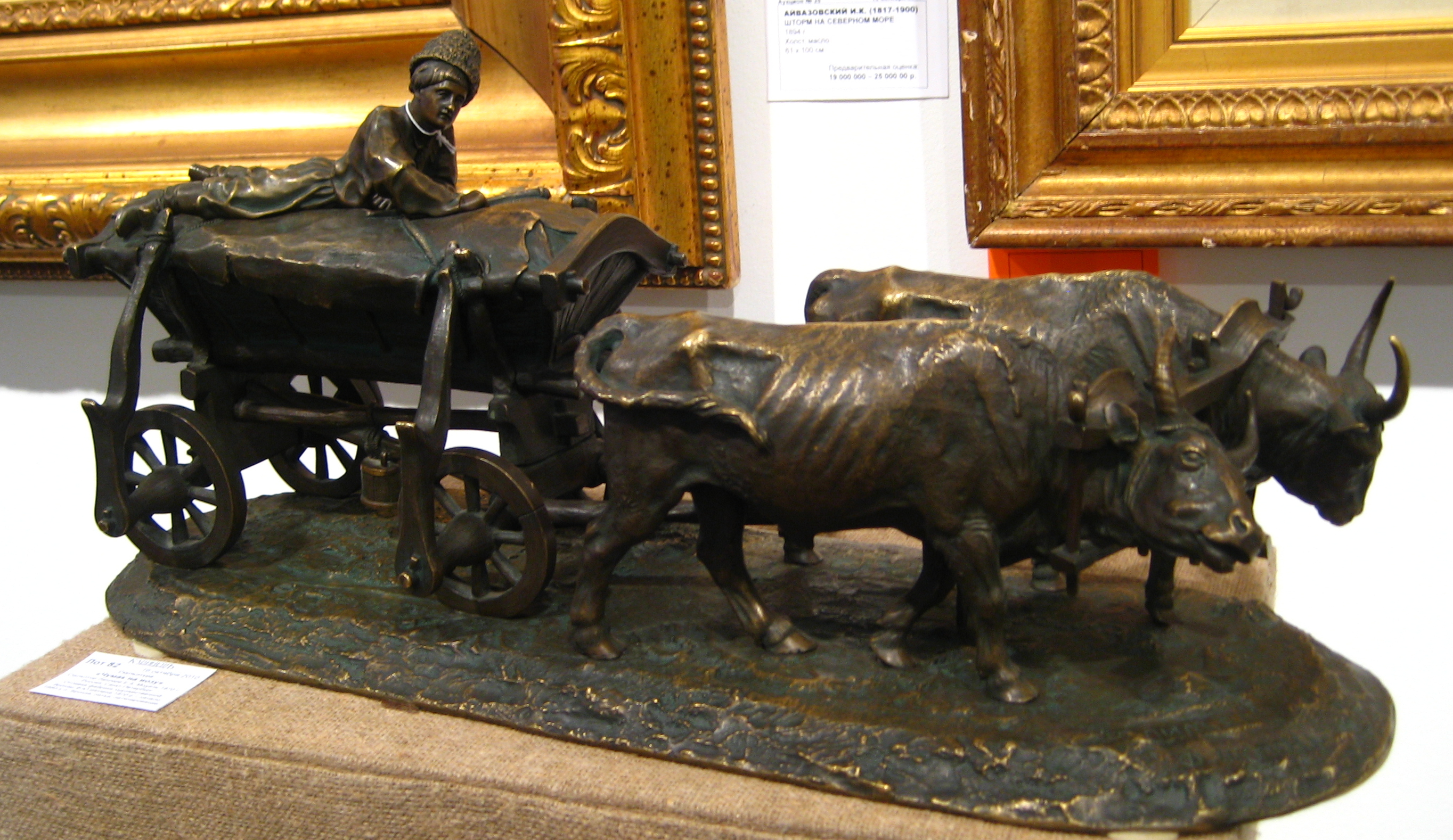
Є. О. Лансере. «Чумак на возі»